# Exoprosopa cracens
Exoprosopa cracens är en tvåvingeart som beskrevs av Joseph Hannum Painter 1969. Exoprosopa cracens ingår i släktet Exoprosopa och familjen svävflugor. Inga underarter finns listade i Catalogue of Life.